# Baken aan de kust
Baken aan de kust is een hoorspel van Henk van Kerkwijk. De VARA zond het uit op zaterdag 1 januari 1972, van 21:40 uur tot 22:55 uur. De muziek was van Paul van Veelen en de coupletten tussen de scènes werden gezongen door Donald de Marcas. De regisseur was Ad Löbler.

## Rolbezetting
- Hans Veerman (Inti)
- Joke Hagelen (Sirena)
- Paul van der Lek (Rudolf)
- Hans Karsenbarg & Jan Wegter (Jacob & Bob)
- Willy Ruys (de steward)
- Huib Orizand (de luitenant)
- Frans Vasen (de korporaal)
- Donald de Marcas (Pablo)

## Inhoud
Een schip vaart langs de kust van Zuid-Amerika. De rederij wil de inlanders oplichten, maar de op basis van een hongerloon gemonsterde bemanning is op een ander voordeel uit. Gelijktijdig opereert in het oerwoud een verzetsbeweging, in twee groepen. De ene groep bestaat uit een Hollander, hinderlijk arrogant in zijn betweterig idealisme, en een ervaren Indiaan; de andere wordt geleid door de vrouw van deze gids, uit hoofde van haar inzicht en overredingskracht eigenlijk de dominerende persoon van de handeling…